# Le Roi Lune
Le Roi Lune est une pièce de théâtre du dramaturge belge Thierry Debroux. Elle a été éditée en 2005 aux éditions Lansman et créée la même année au Théâtre du Méridien à Bruxelles.

## Résumé
Cette pièce évoque le personnage de Louis II de Bavière, que l'on surnomma le Roi fou. Aujourd'hui, le monde entier connaît, visite et admire les châteaux fantasques qu'il construisit.
Sa vie durant, cet être exceptionnel poursuivit un idéal de beauté et de noblesse, de pureté et d'esthétisme.
La pièce raconte un des fameux soupers de Louis II, qu'il passait seul, conversant avec lui-même. Le soir où commence la pièce, Louis II vient d'apprendre la mort de Wagner. Ruiné par le chagrin, il cherche réconfort auprès de son suivant, un jeune homme qu'il aime d'amour ; pendant cette nuit, il évoque la mémoire du génial compositeur, il parle de sa coupable homosexualité, part en quête du beau absolu et se moque de l'un de ses ministres qui fomente un coup d'État pour renverser le roi fou.
Finalement, le roi tue son ministre en l'étranglant dans un accès de fureur et de folie meurtrière.
Le spectateur retrouve ensuite Louis II à l'asile ; son infirmier est le jeune homme qu'il avait aimé dans la première partie de la pièce ; son médecin, enfin, est le ministre de la première partie. On se rend en fait compte que le souper a été imaginé par l'esprit malade du roi.
À la fin, Louis II meurt, noyé (meurtre, suicide, accident ?).
Une fois mort, Louis II retrouve la lune, sa maîtresse.
Et la pièce s'achève sur ces mots, prononcés par Louis II : « La lune… La lune… ».

## Mises en scènes
La pièce a été créée mondialement en 2005 par le Théâtre du Méridien en coproduction avec L'acteur et l'écrit. Reprise en juillet 2007 au Festival d'Avignon, en septembre 2007 au Théâtre du Lucernaire (Paris) et en tournée en Belgique et dans toute la France en 2008
- Mise en scène : Frédéric Dussenne
- scénographie : Marcos Viñals Bassols
- Costumes : Lionel Lesire
- Éclairages : Renaud Ceulemans
- Distribution : Julien Roy, Alexandre Tissot, Benoît Van Dorslaer
- Prix du meilleur comédien au Prix du Théâtre 2005 pour Julien Roy et Benoît Van Dorslaer ex æquo.
- Prix du Parlement de la Communauté Française/Wallonie-Bruxelles 2006